# 71 Batalion Ochrony Pogranicza
Samodzielny Batalion Ochrony Pogranicza nr 71 – zlikwidowany samodzielny pododdział Wojsk Ochrony Pogranicza pełniący służbę na granicy polsko-czechosłowackiej.

## Formowanie i zmiany organizacyjne
Na podstawie rozkazu Ministra Obrony Narodowej nr 055/org. z 20 marca 1948, na bazie Katowickiego Oddziału WOP nr 10, sformowano 21 Brygadę Ochrony Pogranicza, a 48 komendę odcinka Wojsk Ochrony Pogranicza przemianowano na batalion Ochrony Pogranicza nr 71 JW 4369 (Zarządzenie SzSG Nr 0039/Org. z 11.08.1948).
Rozkazem Ministra Obrony Narodowej nr 205/org. z 4 grudnia 1948, z dniem 1 stycznia 1949, Wojska Ochrony Pogranicza podporządkowano Ministerstwu Bezpieczeństwa Publicznego (MBP). Zaopatrzenie batalionu przejęła Komenda Wojewódzka Milicji Obywatelskiej.
1 stycznia 1951, na podstawie rozkazu MBP nr 043/org. z 3 czerwca 1950, na bazie 21 Brygady Ochrony Pogranicza, sformowano 4 Brygadę Wojsk Ochrony Pogranicza, a 71 batalion Ochrony Pogranicza przemianowano na 45 batalion WOP.

## Struktura organizacyjna
Struktura organizacyjna przedstawiała się następująco :
- dowództwo, sztab i pododdziały przysztabowe – Prudnik
- 220 strażnica OP Pomonowice
- 221 strażnica OP Dytmarów
- 222 strażnica OP Kunzendorf
- 222a strażnica OP Pokrzywna
- 223 strażnica OP Zwierzynie
- 224 strażnica OP Głuchołazy.

## Dowódcy batalionu
- mjr/ppłk Aleksander Wasilewski (10.1947[a]–1949)[b][9]
- kpt. Franciszek Gajdemski (14.12.1950–31.12.1950)[10].

## Upamiętnienie
Tablica pamiątkowa, poświęcona żołnierzom i pracownikom cywilnym byłych jednostek wojskowych stacjonujących w koszarach przy ul. Dąbrowskiego w Prudniku. Uroczystość odsłonięcia tablicy odbyła się 19 maja 2007 o godz. 10.00. Inicjatorem przedsięwzięcia było Stowarzyszenie Integracji Rodzin Wojskowych Kadry Zawodowej byłego Garnizonu w Prudniku i Koło Miejsko-Gminne Związku Byłych Żołnierzy Zawodowych i Oficerów Rezerwy Wojska Polskiego w Prudniku.

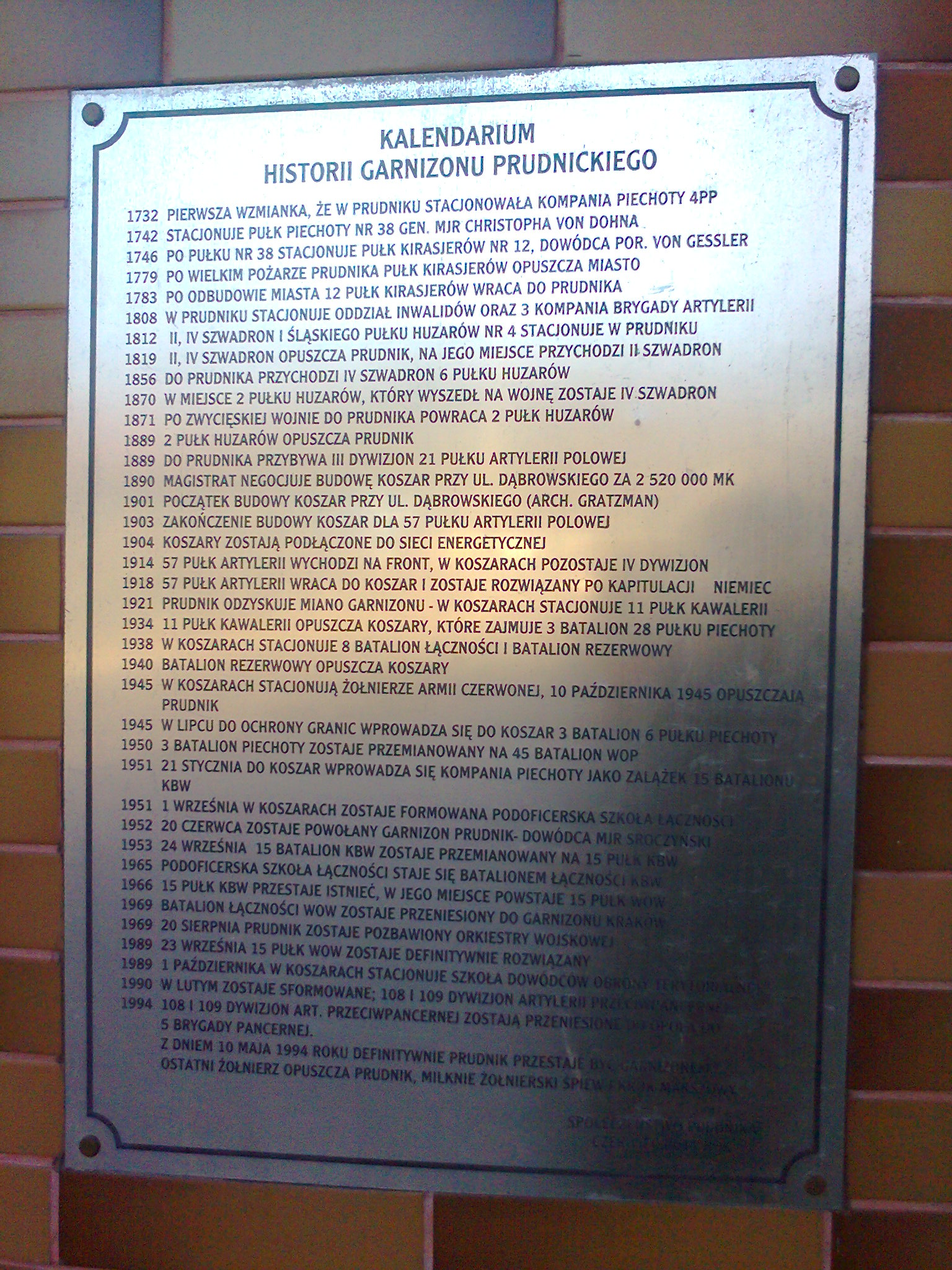
Kalendarium historii garnizonu prudnickiego (grudzień 2013)
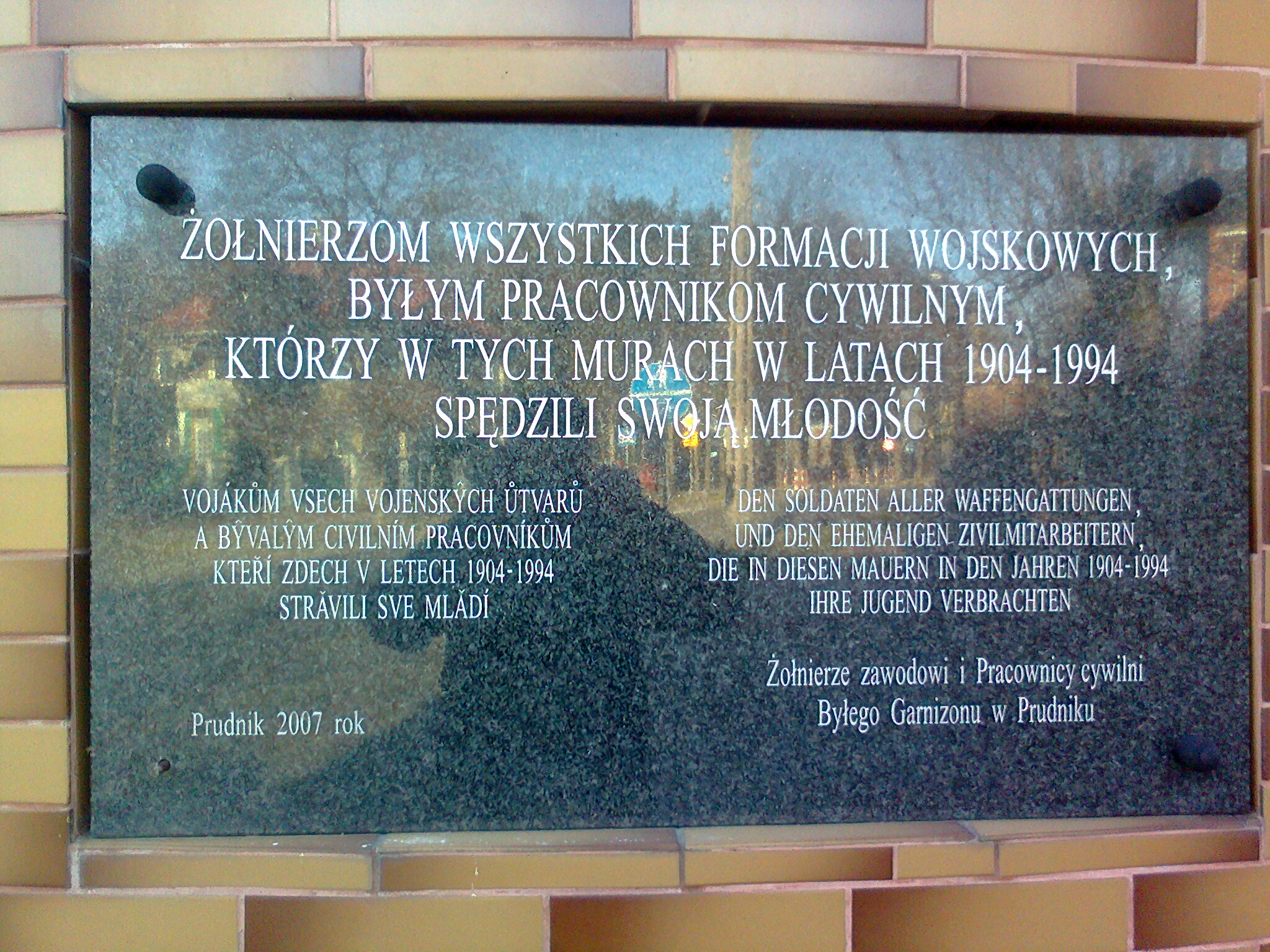
Tablica pamiątkowa (grudzień 2013)
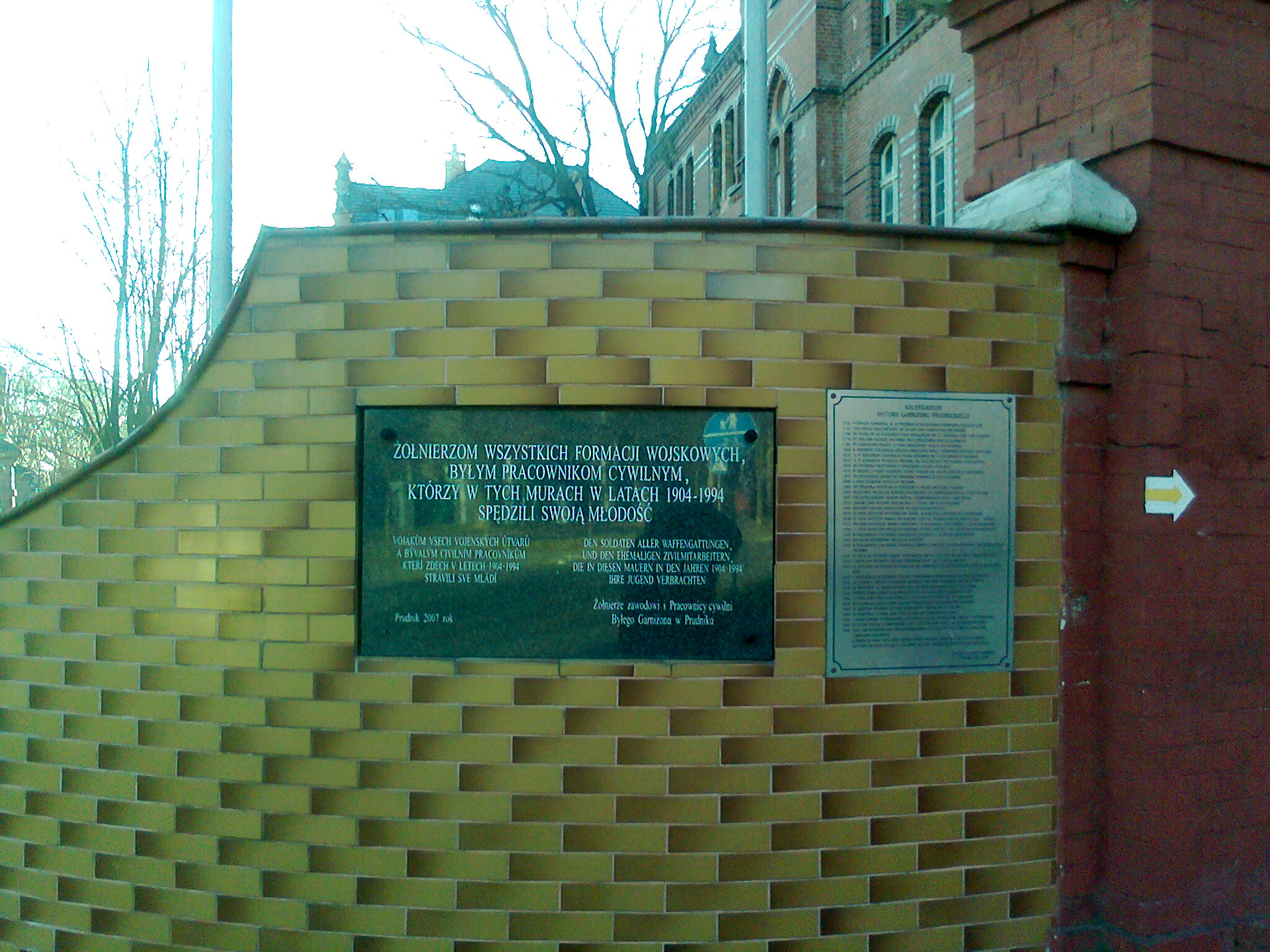
Tablica pamiątkowa i kalendarium garnizonu przy bramie wjazdowej, widok od ul. Dąbrowskiego (grudzień 2013)